# Khon San (huyện)
Khon San (tiếng Thái: คอนสาร) là huyện (‘‘amphoe’’) cực bắc của Chaiyaphum Province, đông bắc Thái Lan.

## Lịch sử
Thời kỳ đầu kỷ nguyên Rattanakosin cuối thế kỷ 18, Phumi đã đưa dân từ Mueang Nakhon Thai, thuộc Phitsanulok đến lập thị xã mới ở khu vực này. Ông Phumi là lãnh đảo thị xã và nộp cống vua Rama I. Vua đã bổ nhiệm ông là Muen Aram Kamhaeng và sau đó là Luang Phichit Songkhram, thống đốc đầu tiên của Khon San.
Dưới thời vua Rama V, thị xã này bị hạ xuống thành một tambon của Phu Khiao. Ngày 16 tháng 8 năm 1958, tambon này đã được tách khỏi Phu Khiao và thành một tiểu huyện (King Amphoe), lúc đó có ba tambon Khon San, Nun Khun và Thung Phra. Đơn vị này đã chính thức thành huyện ngày 10 tháng 12 năm 1959.

## Địa lý
Các huyện giáp ranh (từ phía bắc theo chiều kim đồng hồ) là Phu Pha Man và Chum Phae của tỉnh Khon Kaen, Phu Khiao, Kaset Sombun và Nong Bua Daeng của tỉnh Chaiyaphum, và Mueang Phetchabun, Lom Sak và Nam Nao của tỉnh Phetchabun.

## Hành chính
Huyện này được chia thành 8 phó huyện (tambon), các đơn vị này lại được chia thành 83 làng (muban). Khon San cũng là thị trấn duy nhất (thesaban tambon của huyện, nằm trên một số khu vực của tambon Khon San và Dong Bang. Ngoài ra có 8 tổ chức hành chính tambon (TAO).
| 1. | Khon San     | คอนสาร  |  |
| 2. | Thung Phra   | ทุ่งพระ   |  |
| 3. | Non Khun     | โนนคูณ   |  |
| 4. | Huai Yang    | ห้วยยาง  |  |
| 5. | Thung Luilai | ทุ่งลุยลาย |  |
| 6. | Dong Bang    | ดงบัง    |  |
| 7. | Thung Na Lao | ทุ่งนาเลา |  |
| 8. | Dong Klang   | ดงกลาง  |  |